# Péter Kovács (abogado)
Péter Kovács (Szeged, Hungría, 10 de febrero de 1959) es profesor húngaro de derecho internacional en la Universidad Católica Peter Pazmany, donde ha dirigido el Departamento de Derecho Internacional Público y la Escuela Doctoral. Kovács es juez del Tribunal Constitucional de Hungría desde 2005. Anteriormente fue diplomático en la Embajada de Hungría en París y jefe del Departamento de Derechos Humanos y Protección de las Minorías del Ministerio de Asuntos Exteriores húngaro. Kovács fue elegido juez de la Corte Penal Internacional en la elección de jueces de 2014 por la Asamblea de los Estados Partes.

## Educación
Kovács se graduó en la Facultad de Derecho de la Universidad József Attila en 1983. Tras cursar estudios en el Centro Universitario Europeo de Nancy, Francia, en 1983/84, se especializó en derechos comunitarios. Por la tesis de Kovács Protección de los derechos fundamentales en el sistema de derechos comunitarios, 1987, obtuvo el título de "doctor universitatis" en la Universidad de Miskolc, acreditado como doctor en 1996.

## Carrera
En 1997 calificó como profesor universitario. Desde 1983 fue profesor titular, desde 1998 profesor universitario, y entre 1999 y 2005 jefe del Departamento de Derecho Internacional de Miskolc. Kovács obtuvo la plaza de profesor titular, y entre 1997 y 2005 fue jefe de Departamento en Peter Pazmany.
Entre 1990 y 1994, Kovács trabajó en la Embajada de la República de Hungría en París, dentro del personal del Ministerio de Asuntos Exteriores, mientras que en 1998/99 fue jefe del Departamento de Derechos Humanos y Derecho de las Minorías. En su calidad de experto gubernamental, participó en la elaboración de dos convenios sobre la protección de las minorías, celebrados bajo los auspicios del Consejo de Europa, a saber, la Carta Europea de las Lenguas Regionales o Minoritarias y el Convenio Marco para la Protección de las Minorías Nacionales.
Como profesor visitante, Kovács dio conferencias en varias universidades de Francia: Universidad de Montpellier (un mes en 2000), París-Sur (un mes en 2002), Panthéon-Assas (un mes en 2003), Universidad de Nantes (un mes en 2003); así como en Estados Unidos (seis meses en 2002, Denver, beca Fulbright). Es miembro de la Société Française pour le Droit International..